# The Machine That Cried
The Machine That Cried es el tercer álbum de estudio de la banda escocesa String Driven Thing. Fue publicado en marzo de 1974 por el sello discográfico Charisma Records.

## Recepción de la crítica
Un escritor no especificado de la revista Cash Box escribió: “En otra brillante muestra de virtuosismo musical, String Driven Thing ha presentado un nuevo LP poderoso y provocativo, cumpliendo la promesa de sus primeros esfuerzos. Los estados de ánimo y las texturas que se encuentran aquí son resplandecientes y tientan al oyente a oírlas repetidamente”.

## Lista de canciones
Todas las canciones escritas y compuestas por Chris Adams, excepto donde esta anotado. 
| Lado uno |                                                 |          |  |
| N.º      | Título                                          | Duración |  |
| 1.       | «Heartfeeder»                                   | 6:29     |  |
| 2.       | «To See You»                                    | 3:50     |  |
| 3.       | «Night Club»                                    | 4:51     |  |
| 4.       | «Sold Down the River» (C. Adams, Grahame Smith) | 4:18     |  |

| Lado dos |                                                  |          |  |
| N.º      | Título                                           | Duración |  |
| 1.       | «Two Timin' Rama»                                | 3:05     |  |
| 2.       | «Travelling»                                     | 2:48     |  |
| 3.       | «People On The Street» (C. Adams, Pauline Adams) | 6:00     |  |
| 4.       | «The House»                                      | 2:29     |  |
| 5.       | «The Machine That Cried»                         | 5:12     |  |
| 6.       | «Going Down»                                     | 2:18     |  |

## Créditos y personal
Créditos adaptados desde las notas de álbum de The Machine That Cried.
String Driven Thing
- Chris Adams – voces, guitarra
- Pauline Adams – voces, percusión
- Grahame Smith – violín, viola
- Billy “The Kid” Fairley – batería, conga
- Colin Wilson – bajo eléctrico

Músicos adicionales
- Clare Sealey – violonchelo en «Heartfeeder»
- Bill Hatje – bajo eléctrico en «Travelling», «The House» y «The Machine That Cried»

Personal técnico
- Shel Talmy – productor
- Damon Lyon-Shaw – ingeniero de audio
- Hugh Johns – ingeniero de audio
- Hipgnosis – ilustración